# جورجيا فيلا
جورجيا فيلا (بالإيطالية: Giorgia Villa)‏ هي لاعبة جمباز فني إيطالية ولدت في يوم 23 فبراير 2003 في بلدة بونتي سان بيدرو في إيطاليا، أبرز إنجازاتها هو فوزها بالميدالية البرونزية في بطولة العالم للجمباز الفني في سنة 2019 في شتوتغارت.